# 植樹

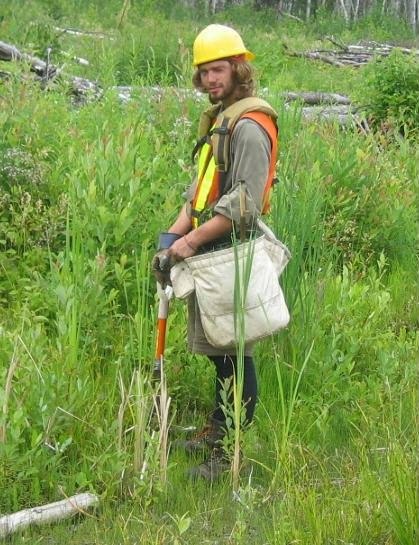
加拿大北安大略一植树者

植樹一般用於林業、土地復墾、或美化環境的目的。它不同於從果樹栽培的大型樹木移植，成本較低。